# Temelucha machaera
Temelucha machaera är en stekelart som beskrevs av Dasch 1979. Temelucha machaera ingår i släktet Temelucha och familjen brokparasitsteklar. Inga underarter finns listade i Catalogue of Life.